# Tropfsteinhöhle Sykias

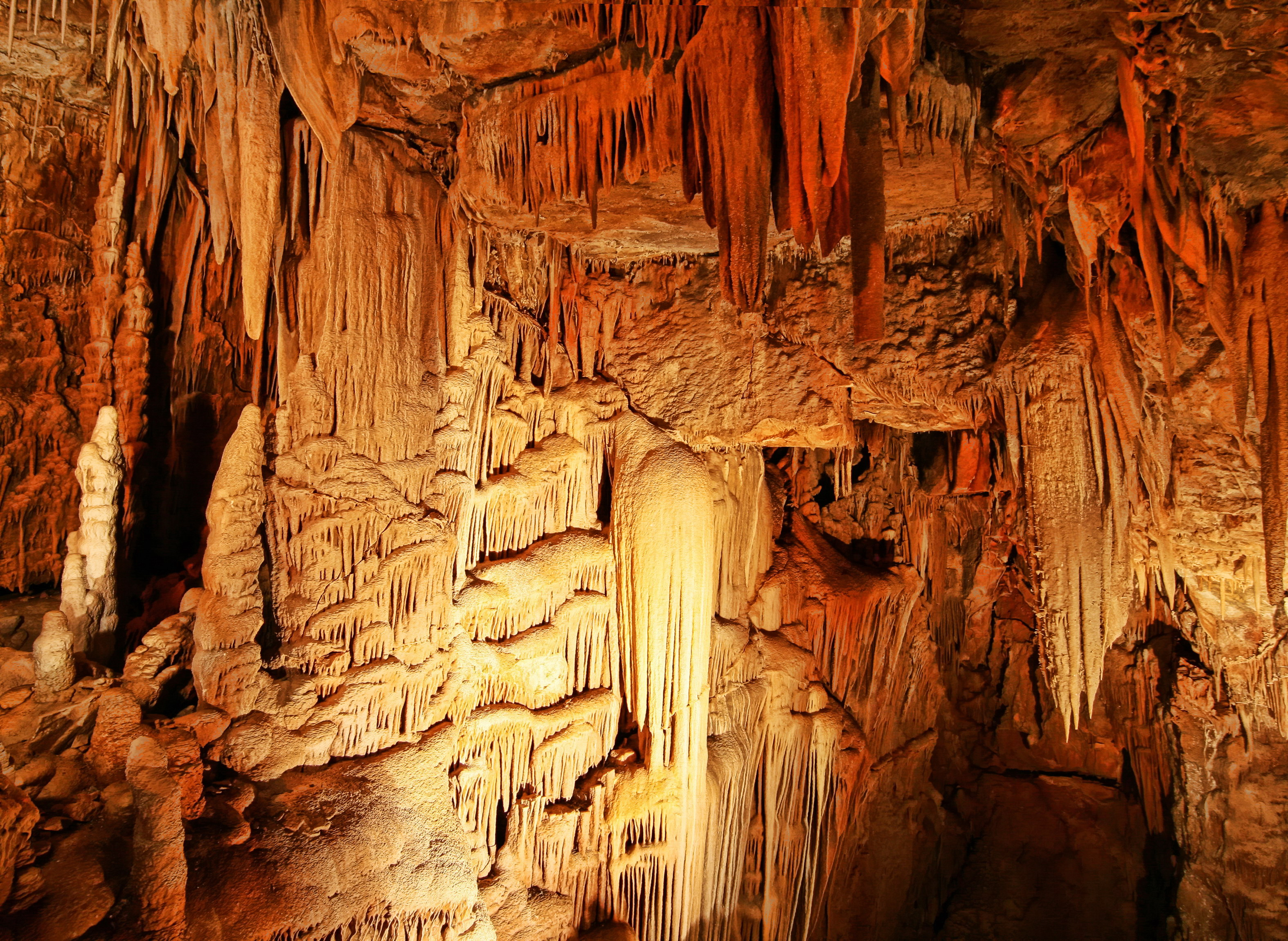

Die Tropfsteinhöhle Sykias (griechisch Σπήλαιο Συκιάς (n. sg.)) ist die einzige der drei Höhlen auf der griechischen Insel Chios, die Besuchern zugänglich ist. Die Höhle liegt etwa 6,5 km südlich von Olymbi im Gemeindebezirk Mastichochoria. 
Der Eingang befindet sich auf 110 m Höhe, die Tiefe beträgt knapp 52 m. Besucher haben zum größten Teil der Höhle Zugang. 1985 wurde sie von Mitgliedern der griechischen speläologischen Gesellschaft erforscht. Die Temperatur liegt nahezu konstant bei 18 °C, dabei liegt die Luftfeuchtigkeit über 95 %. Es konnten keine archäologisch verwertbaren Spuren festgestellt werden, jedoch existieren zahlreiche Stalaktiten und Stalagmiten unterschiedlichen Alters. Die Höhle ist im Jura vor etwa 150 Millionen Jahren entstanden.